# Casei-me com um Xavante
Casei-me com um Xavante é um filme brasileiro de comédia de 1957, dirigido por Alfredo Palácios para a Companhia Cinematográfica Maristela. Roteiro do diretor e de Luiz Sérgio Person (que também atua), da peça de Galeão Coutinho e Miroel Silveira. A música-tema é de Hervê Cordovil. Números musicais são interpretados por Luely Figueiró ("Rio, Ah!"), Henricão e seu conjunto, Heleninha Silveira, Titulares do Ritmo, Trio Verde com Risoleta e Orquestra de Orlando Ferri sendo que Agostinho dos Santos participa como componente de um dos grupos. O produtor Mário Marinho, creditado nos letreiros iniciais, era o nome artístico de Mário Boeris Audrá Júnior, um dos proprietários da Maristela.

## Sinopse
Depois de 15 anos do desaparecimento do marido num acidente de avião no Alto Xingu, Dona Leopoldina é convencida pela inescrupulosa dona de boate Madame Tânia a vender as terras dele para ela, sem saber que valerão muito dinheiro com a construção de Brasília nas proximidades. Mas quando está para concluir o negócio, Dona Leopoldina assiste a uma notícia na televisão sobre um "cacique branco" que vive com cinco índias numa aldeia xavante no Xingu. Ela reconhece o cacique como sendo seu marido desaparecido e pede ajuda ao proprietário do jornal "O Vibrante", que entra em contato com o Serviço de Proteção ao Índio para trazer o cacique até São Paulo. Madame Tânia não quer correr o risco de que o cacique seja de fato o marido desaparecido e planeja uma série de atentados contra ele com a ajuda de seus capangas e de um cientista maluco. O advogado de Tânia, Maurício, se apaixona pela filha adotiva do cacique, Yaci, e tenta avisá-la sobre os planos da vilã.

## Elenco
- Pagano Sobrinho...Euclides Boavida / Cacique Parabussu
- Maria Vidal...Leopoldina
- Luely Figueiró...Yacy
- Lola Brah...Madame Tânia
- Henrique Martins...Maurício
- Eugênio Kusnet...cientista
- Machadinho...Lilico, dono do jornal "O Vibrante"
- José Mercaldi...Pajé
- Augusto Machado de Campos
- Amândio...Psiquiatra (creditado como Amando Silva Filho)
- Henricão
- Luiz Sérgio Person...Jornalista
- Miriam Pérsia
- Ivo Campbel
- Carlos Miranda
- Sabú
- Walter Krumpos
- Capangas: Douglas de Oliveira, José Herculano e Oswaldo de Souza
- Índias: Denise Delamare, Olinda Lessa, Romilda Alves, Elenice Guedes e Júlia Romero
- Macaca Loura